# Барбата
Барбата (итал. Barbata) је насеље у Италији у округу Бергамо, региону Ломбардија.
Према процени из 2011. у насељу је живело 586 становника. Насеље се налази на надморској висини од 103 м.

## Становништво
| 1931. | 1936. | 1951. | 1961. | 1971. | 1981. | 1991. | 2001. | 2011. |
| ----- | ----- | ----- | ----- | ----- | ----- | ----- | ----- | ----- |
| 924   | 902   | 942   | 692   | 538   | 488   | 525   | 607   | 698   |